# Zapolicze
Zapolicze (biał. Заполічы, Zapoliczy; ros. Заполичи, Zapoliczi) – wieś na Białorusi, w obwodzie grodzieńskim, w rejonie świsłockim, w sielsowiecie Porozów, nad Rosią i przy drodze republikańskiej R98. Od północy graniczy z Porozowem.

## Historia
W XIX i w początkach XX w. położone były w Rosji, w guberni grodzieńskiej, w powiecie wołkowyskim, w gminie Porozów.
W dwudziestoleciu międzywojennym leżały w Polsce, w województwie białostockim, w powiecie wołkowyskim, w gminie Porozów. W 1921 miejscowość liczyła 112 mieszkańców, zamieszkałych w 22 budynkach, wyłącznie Polaków. 103 mieszkańców było wyznania rzymskokatolickiego i 9 prawosławnego.
Po II wojnie światowej w granicach Związku Sowieckiego. Od 1991 w niepodległej Białorusi.